# Thetik
Thetik ist die Wissenschaft der Thesen oder dogmatischen Lehren.

## Etymologie
Der Begriff Thetik ist eine von „These“ (altgriechisch θέσις thésis, deutsch ‚aufgestellter Satz, Behauptung‘) abgeleitetes Kunstwort. Das Adjektiv von Thetik und These ist thetisch. Thetik gehört nicht zu den Kategorien der deutschen Grammatik. Sie wurde in der Logik als Impersonalie eingeführt und hat in der Logik des ausgehenden 19. Jahrhunderts unter dem Thema tiefe und breite Spuren hinterlassen.
Immanuel Kant gebraucht die Begriffe Thetik bzw. thetisch als Gegenbegriffe zu Antithetik bzw. antithetisch.

## Thetikthemen (Auswahl)
- Kopula und Thetik vs. Kategorik
  - Yasuhiro Fujinawa: Licht und Schatten der kategorischen/thetischen Aussage: Kopula und Lokalisierungsverben im deutsch-japanischen Vergleich
  - Elisabeth Leiss: Kodierung von Wissen und Erfahrung anhand von zwei unterschiedlichen Kopula- und Prädikatsqualitäten
  - Shin Tanaka: Suche nach latenter Invarianz bei genetisch fremden Sprachen am Beispiel Deutsch–Japanisch
  - Werner Abraham: Modalpartikel und Mirativeffekte[4]
- Thetikvalenz
  - Werner Abraham: Valenzdiversifikationen: Was ist Thetikvalenz?[5]
- Thetischer Satz, thetisches Urteil
  - Wilhelm Lütterfels: Fichte und Wittgenstein: Der thetische Satz (Deutscher Idealismus/Phil onlineosophie und Wirkungsgeschichte in Quellen und Studien)(Deutsch)[6]
  - nach J. G. FICHTE ein Urteil, »in welchem etwas keinem andern gleich und keinem andern entgegengesetzt, sondern sich selbst gleich gesetzt würde«. »Dies ursprüngliche höchste Urteil dieser Art ist das: Ich bin, in welchem vom Ich gar nichts ausgesagt wird, sondern die Stelle des Prädicats für die mögliche Bestimmung des Ich ins unendliche leer gelassen wird« (Gr. d. g. Wiss. S. 36 f.). Nach SCHELLING sind thetische Sätze jene Sätze, »die bloß durch ihr Gesetztsein im Ich bedingt.... die unbedingt gesetzt sind« (Vom Ich, S. 146).[7]
- 43. Österreichische Linguistiktagung 2017[8]
  - Thetisch-Kategorisch, Stage-Individual, Schwach-Stark-Quantifikation, Common ground und Milsarks Generalisierungen
  - Pseudokategorische Sätze im Deutschen und Japanischen: Erste Annäherung an das asymmetrische Verhältnis zwischen der logisch-semantischen und der syntaktischen Kategorik/Thetik aus kontrastiver Sicht
  - „Thetik-Kategorik“ als universallinguistische Kategorie: V2 und –wa
  - Thetik, Kategorik und die Theorie der Kopula in der Universalgrammatik der Modisten im 13. und 14. Jahrhundert
  - Kohärenz/Inkohärenz, das Korrelat es und die Thetik
  - Starke und schwache Nominalreferenz in thetischen und kategorischen Sätzen am Beispiel Deutsch und Chinesisch
- Partitives und Distriktives Setzen
  - Claus Baldus: Partitives und Distriktives Setzen – Eine symbolische Konstruktion der Thetik in Fichtes Wissenschaftslehre von 1794/95[9]